# Зелькув
Зелькув (пол. Zelków) — село в Польщі, у гміні Забежув Краківського повіту Малопольського воєводства.
Населення — 751 особа (2011).
У 1975-1998 роках село належало до Краківського воєводства.

## Демографія
Демографічна структура станом на 31 березня 2011 року:
|          | Загалом | Допрацездатний вік | Працездатний вік | Постпрацездатний вік |
| -------- | ------- | ------------------ | ---------------- | -------------------- |
| Чоловіки | 359     | 70                 | 254              | 35                   |
| Жінки    | 392     | 89                 | 237              | 66                   |
| Разом    | 751     | 159                | 491              | 101                  |